# Techo oculto

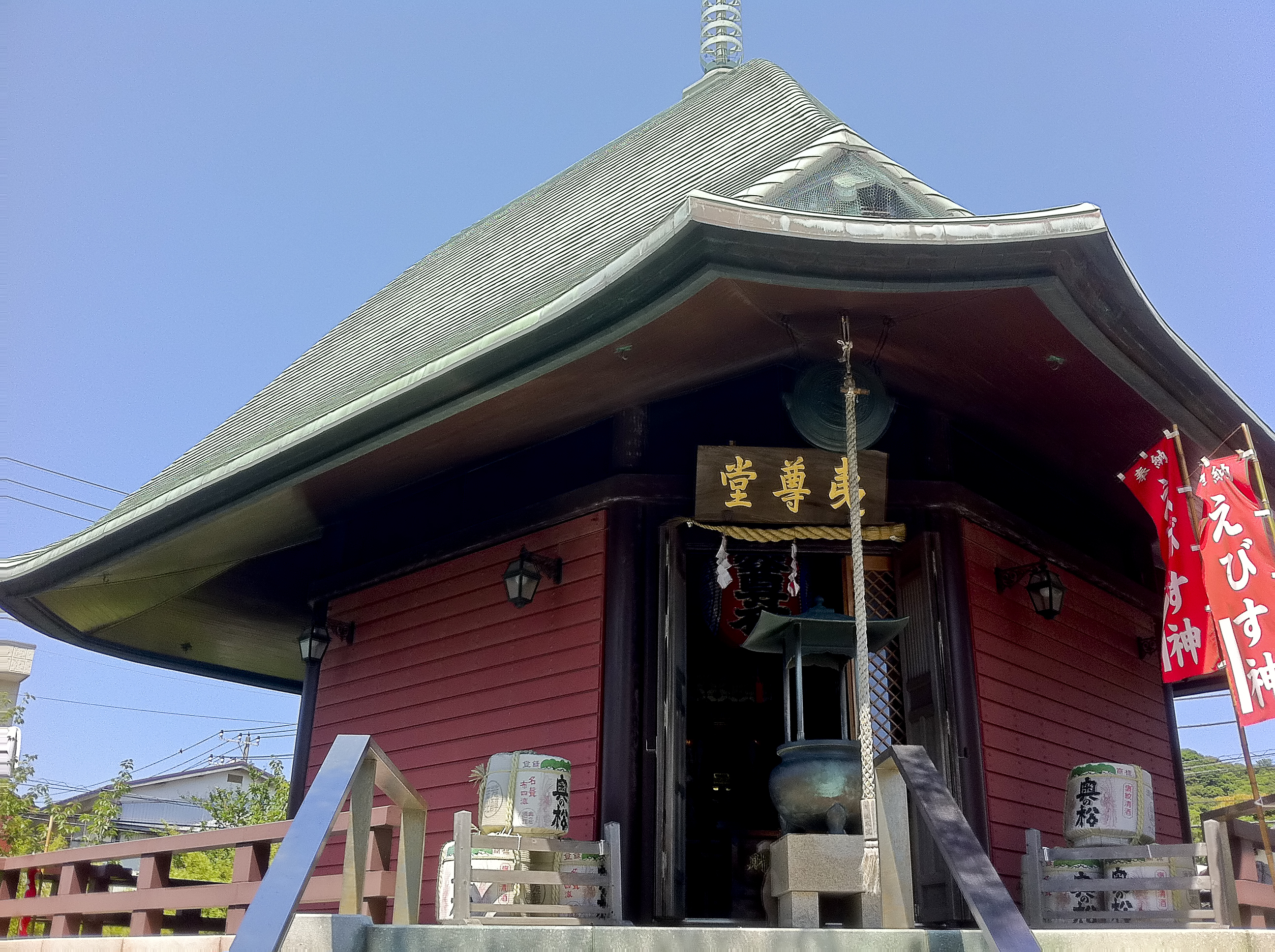
Un techo oculto es un techo muy inclinado con aleros prácticamente horizontales. (Ebisu-dō, Honkaku-ji, Kamakura)

El techo oculto (野屋根 noyane?) es un tipo de techo ampliamente utilizado en Japón, tanto en los templos budistas como en santuarios sintoístas. Se compone de un verdadero techo encima y un segundo techo bajo, que permite una combinación externa de un techo de muy empinado y Cornisas poco empinadas, que sobresale ampliamente de las paredes, pero sin que dominen. el segundo techo es visible solo por debajo de la cornisa y por lo tanto se llama un "techo oculto" (que da nombre a la estructura entera), mientras que el primer techo es visible desde el exterior y se llama "techo expuesto" en español y "techo cosmético" (化粧屋根 keshōyane?) en japonés. Inventado en Japón durante el siglo X, el ejemplo más antiguo existente es Daikō-dō de Hōryū-ji, reconstruido tras un incendio en 990.

## Historia y estructura

Sección del techo de un templo que muestra la estructura interna de un techo oculto

La arquitectura budista japonesa y más la arquitectura sintoísta no son autóctonas, sino que fueron importadas de China y Corea, junto con el budismo, alrededor del siglo sexto. Como el clima en Japón es diferente a la del continente, fue necesario realizar varias adaptaciones estructurales, de los cuales el más importante es el noyane, inventado en algún momento durante el período Heian (794 a 1185).
Durante el anterior período Nara (710 a 794), los elementos estructurales de un techo se consideraron ornamental y por lo tanto se dejaba expuesto por diseño. Las vigas de soporte de la cornisa del techo podrían entrar en el edificio y entonces serían visibles desde abajo. Por encima de las vigas se colocan directamente el material para el techo, por ejemplo, las tejas de madera. Esta es la estructura que vemos en el kon-dō de Hōryū-ji o en la pagoda de cinco pisos. Debido a que el clima local es más húmeda que en China o Corea, el techo tenía que tener una pendiente más pronunciada para ayudar a acelerar el flujo de agua de lluvia. Debido a la naturaleza permeable de las paredes, y la falta de drenaje del techo canalizado, era necesario que los aleros se proyectaran lejos de las paredes. En un techo de paso empinado, las amplias cornisas también eran profundas, lo que restringía la luz de las ventanas y atrapaban la humedad.
La solución ideada por artesanos japoneses era construir un techo oculto elevado por encima de un techo que tenía vigas no estructurales como elementos estéticos. Desde el techo oculto proyectado las principales vigas de las cornisas poco profundas. Los elementos estructurales de la cubierta exterior se elevan por encima de este, con una inclinación exterior completamente independiente del paso de las cornisas. El ejemplo más antiguo existente de techo oculto es Daikō-dō de Hōryū-ji, construido en 990 y fue descubierto en la década de 1930, durante los trabajos de reparación.

## Influencia

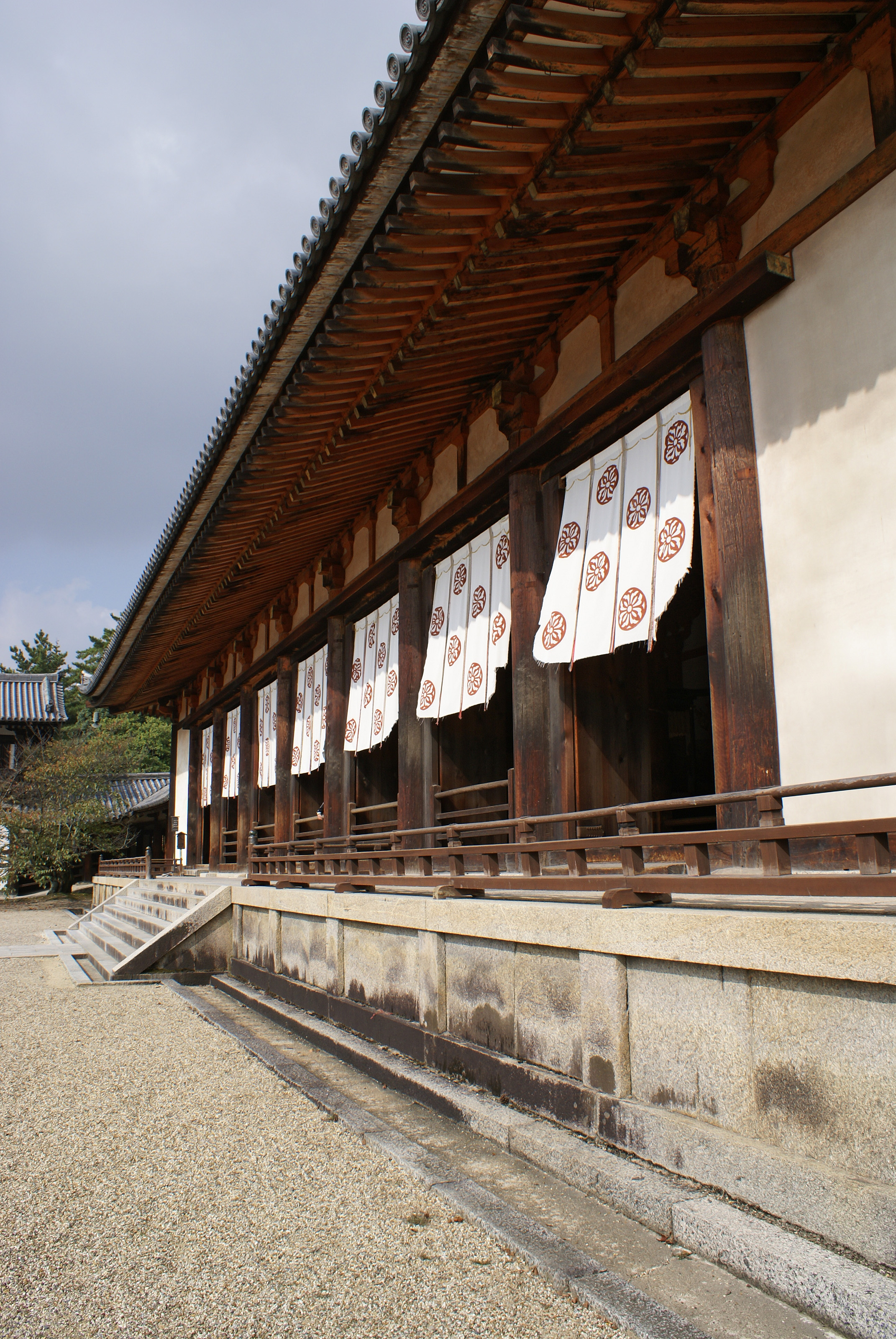
el Daikō-dō de Hōryū-ji es el ejemplo más antiguo que existe de un noyane

Esta estructura no solo resuelve los problemas de drenaje, también elimina las sombras profundas y le da a todo el templo una sensación de que es muy diferente de la de sus antepasados del continente asiático. esto como consecuencia un gran éxito y fue ampliamente adoptado en todo el país. Una excepción importante es el estilo arquitectónico denominado Daibutsuyō que, aunque llegó a Japón desde China a finales del siglo XII, mucho después de la invención de la cubierta oculta, nunca se adoptó. Además, a pesar de todos los templos Zen existentes, es probable que el estilo Zenshūyō, que llegó más o menos al mismo tiempo del Daibutsuyō, adoptaron el techo oculto solamente algún tiempo después de su llegada.
Debido a que el techo oculto permitió a la estructura del techo para cambiarse a voluntad sin ningún impacto en el edificio subyacente, su uso dio a luz a muchas innovaciones estructurales. Por ejemplo, Ō-Dō de Fuki-ji tiene un techo cuadrado sobre una huella rectangular. También se encontraron maneras para hacer uso del espacio entre los dos techos. Por ejemplo, en Jōruri-ji en Kyōto (1107) parte del techo del Hon-dō fue levantado por encima del resto para dar espacio a la habitación. Más tarde se convertiría en al algo común elevar el techo expuesto por encima de todo el núcleo de un edificio del templo.
La misma evolución que se ha visto en la arquitectura budista se puede ver en los techos de varios estilos arquitectónicos sintoístas que influyó. El kasuga-zukuri, nagare-zukuri, hachiman-zukuri y hie-zukuri siguieron el camino de evolución que se ha visto. Todos los ejemplos existentes de los antiguos estilos Shinmeizukuri, taisha-zukuri and sumiyoshi-zukuri sin embargo no muestran signos de un techo oculto.

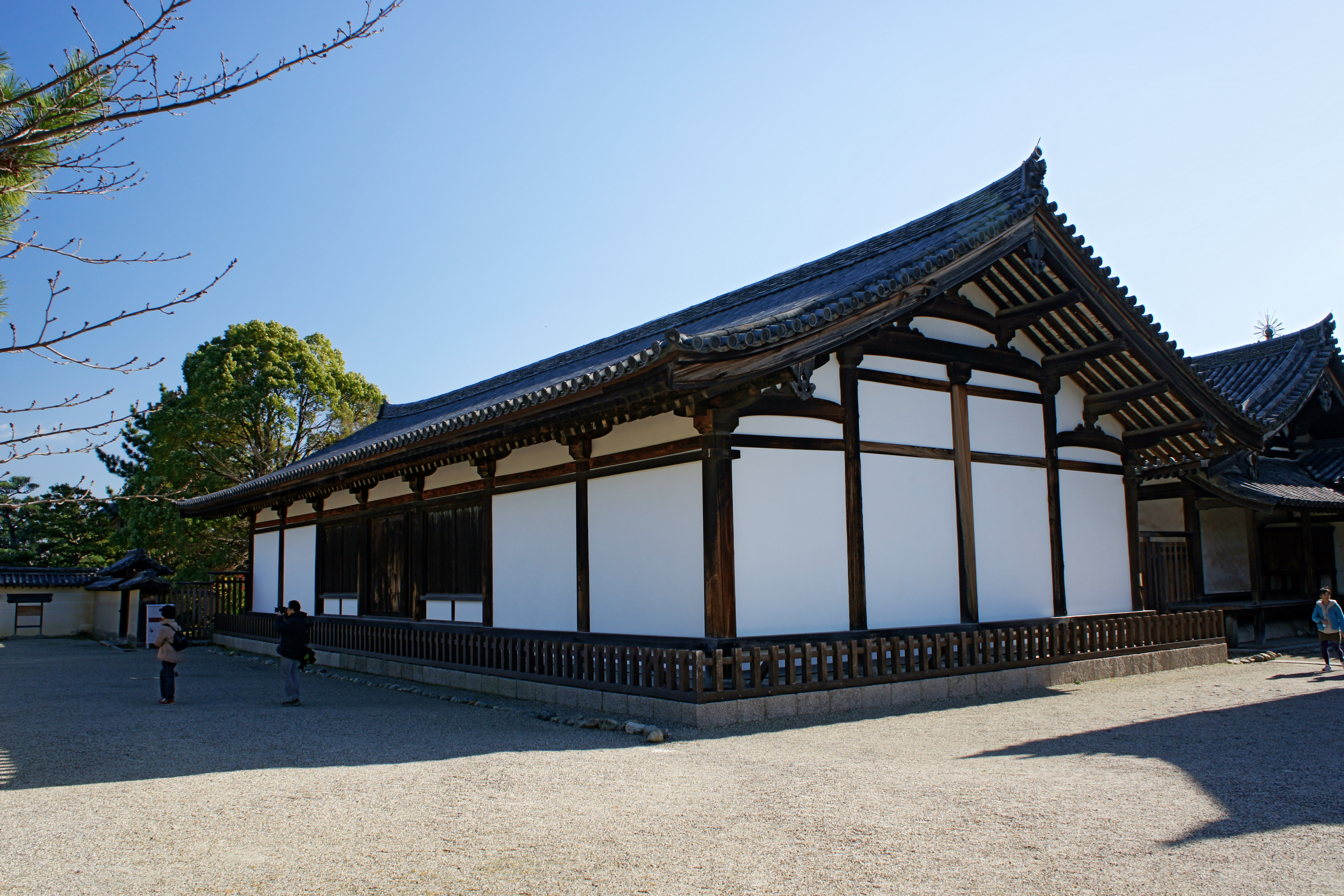
Hōryū-ji, Denpō-dō. The tsumakazari, en este caso, todos los elementos estructurales son visibles en el frente.

### Tsumakazari
Antes de la invención del techo oculto el llamado tsumakazari (妻飾 lit. ornamentos a dos aguas?) Eran elementos simplemente estructurales que se dejaron visibles por diseño. Véase, por ejemplo Denpō-dō de Hōryū-ji en la foto a la izquierda, donde los elementos de color marrón en el frente son parte del sistema de soporte del techo. Tras la aprobación del techo oculto, el tsumakazari se mantuvo en uso, aunque con un papel puramente decorativo.

### Nakazonae

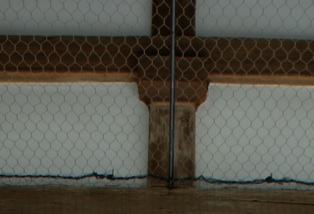
Kentozuka, Tōshōdai-ji

Otra de las repercusiones de la invención del techo oculto fue el cambio de rol experimentado por los puntales llamados nakazonae (中備・中具?). Nakazonae son puntales intercolumnares previstas en los intervalos entre los complejos de soporte (tokyō) en edificios religiosos en Japón.
originalmente eran necesarias para sostener el techo superior, sin embargo, al final del siglo X, con la invención del techo oculto, que tenía su propia estructura de soporte escondido, se hizo superfluo. Permanecieron en uso, aunque en un puramente papel decorativo, asumiendo una variedad de formas, y son típicas del estilo Wayō.